# Іванов Іван Іванович (член ЦКК)
Іван Іванович Іванов (1895, Російська імперія — ?) — радянський діяч, голова Пролетарської районної контрольної комісії ВКП(б) міста Москви, член ВЦВК. Член Центральної контрольної комісії ВКП(б) у 1930—1934 роках.

## Життєпис
Працював робітником-кравцем.
Член РСДРП(б) з 1914 року.
З 1918 року — учасник громадянської війни в Росії.
Потім перебував на відповідальній партійній роботі.
На 1930 рік — голова Пролетарської районної контрольної комісії ВКП(б) — робітничо-селянської інспекції міста Москви.
Подальша доля невідома.